# المسجد الخشبي
المسجد الخشبي (بالفارسية:مسجد چوبي) وهو مسجد مميز وفريد من نوعه في ضاحية نيسابور تم نصاعةته بشكل كامل من الخشب. هذه المسجد أول مسجد خشبي في العالم الإسلامي مقاوم للزلازل في هذه المنطقة المعرضة للزلازل من نيسابور. استمر بناء المسجد قرابة العامين، واستخدام في بناءه 40 طن من الخشب.